# Bärtiges Eisen

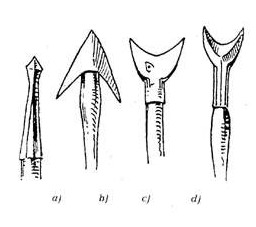
Boeheim, Abbildung: "Bärtiges Eisen", im Werk Seite 428, im Bild: Abbildung „b)“

Als Bärtiges Eisen bezeichnet man Spitzen von Bolzen, Pfeilen, Speeren oder Spießen, deren Klingen mit Widerhaken versehen sind. Die Widerhaken dienen dazu, die Projektile oder Waffen im Körper des Feindes oder der Jagdbeute zu fixieren. Da die Klinge nicht leicht entfernt werden kann, kommt es zu einer Behinderung der Beweglichkeit und ggf. zu hohen Blutverlust. Solche Spitzen wurden weltweit genutzt.  Bei Harpunen zu Wal- oder Fischfang sind zahlreiche Varianten von bärtigen Eisen bekannt.
Faschinenmesser mit Sägeklinge wurden gelegentlich mit bärtigen Eisen verwechselt oder in Zusammenhang gebracht. Verbindungen mit Klingenblättern von Beil- oder Axtformen wie Barte und Bergbarte oder Helmbarte sind ebenfalls unbegründet, weil das Merkmal der Widerhaken fehlt. 

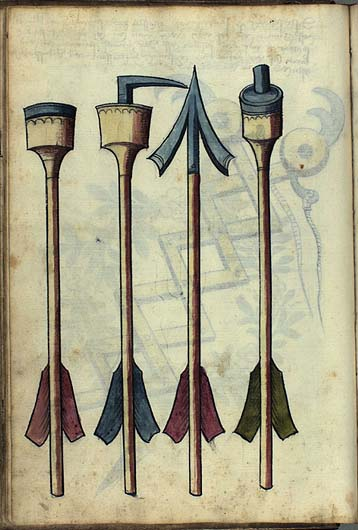
Armbrustbolzen des Mittelalters
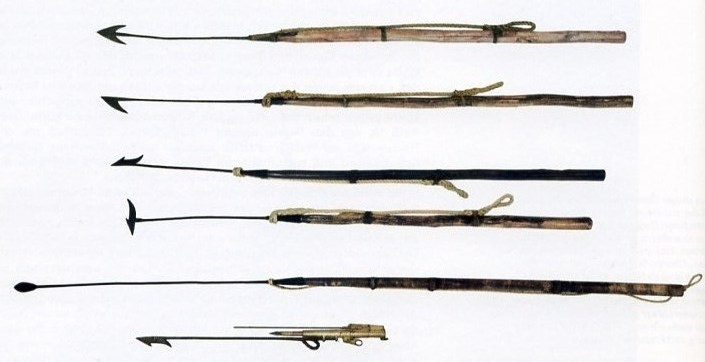
Walharpunen